# Echimys saturnus
Echimys saturnus је врста глодара из породице бодљикави или чекињасти пацови (лат. Echimyidae).

## Распрострањење
Ареал врсте је ограничен на две државе. Перу и Еквадор су једина позната природна станишта врсте.

## Станиште
Станиште врсте су шуме.

## Начин живота
Врста Echimys saturnus прави гнезда.

## Угроженост
Подаци о распрострањености ове врсте су недовољни.